# Едва я открою глаза
Едва я открою глаза (фр. À peine j'ouvre les yeux) — французского-тунисский драматический фильм 2015 года, режиссёра Лейлы Боузид. Премьера фильма состоялась Кинофестивале в Торонто.   
Этот фильм был выдвинут Тунисом на премию «Оскар» за лучший фильм на иностранном языке, но лента не попала к конечному списку претендентов.

## Сюжет
Фильм рассказывает о 18-летней девушки Фарах, родители которой хотят, чтобы она стала врачом. Но Фарах хочет развлекаться и играть в рок-группе.